# Shamal Darfur
La wilaya o estat de Darfur del Nord o, segons el nom en àrab, de Shamal Darfur —àrab: شمال دارفور, Xamāl Dārfūr— és una de les wilayes o estats del Sudan i una de les tres que componen la regió de Darfur. Té una superfície de 296.420 km² i una població estimada d'1.583.179 habitants (2006). La capital de la wilaya és Al-Fashir. Altres ciutats importants són Ailliet, Kebkabiya (كبكابية), Kutum (كتم), Mellit o Malit (مليط), Tawilah i Umm Kadadah (أم كدادة). Actualment el governador és Osman Mohamed Yousif Kibir.
Darfur del Nord està a la zona horària EAT (UTC+3).

## Geografia
Shamal Darfur ocupa més de la meitat del territori de la regió del Darfur i inclou part de les Djebel Marrah (Muntanyes Marrah). El punt més alt d'aquestes muntanyes és el Deriba Caldera, un crater que arriba fins als 3.042 metres per sobre del nivell del mar. A l'interior del cràter hi ha un llac. Al nord de la capital també hi ha el Camp Volcànic Meidob que cobreix una superfície de 5000 km². Entre les muntanyes Marrah i el camp volcànic Meidob hi ha els Tagabo Hills, un altre camp volcànic.
El nord de l'estat és totalment desèrtic. El sud és lleugerament més plujós; la part oriental són planes amb turons de sorra baixos i les Djebel Marrah, muntanyes volcàniques, ocupen la majoria de la part occidental del sud del wilayat. Al sud, els cultius més importants són el mill, el blat de moro i el cacauet.
El Darfur Septentrional té fronteres amb Libia, al nord-oest; amb l'Ash-Shamaliyah (Estat Septentrional) i amb Shamal Kurdufan (Kurdufan Septentrional) al nord; amb Janub Kurdufan (Kurdufan Meridional) al sud-est; amb Janob Darfur (Darfur Meridional) al sud; i amb Gharb Darfur (Darfur Occidental) i el Txad a l'oest.

## Història
El Shamal Darfur dirigeix la majoria de la Història del Darfur. Fou el centre del Sultanat del Darfur i conté la seva capital, Al-Fashir i la seva principal ciutat comercial, Kobbei.
El wilayat va patir el Conflicte del Darfur, juntament amb tota la regió del Darfur. Per exemple, Metges Sense Fronteres van fer un comunicat, el 9 de setembre del 2010 que havien atès a 46 persones greus després d'uns atacs violents que s'havien produït al mercat de Tawila, ciutat a la que havien arribat unes 520 famílies desplaçades de la zona de Tarabat i que necessitaven ajuda essencial.
El 2011 encara es manté viu el Conflicte del Darfur al wilayat.
El 15 de març del 2011 l'Ambaixador dels Estats Units al Sudan, Dany Smith va concloure una visita de cinc dies a la regió del Darfur, acompanyat per representants de les agències de l'ONU i el líder de l'UNAMID (Missió de les Nacions Unides al Darfur). Al Darfur Septentrional, a més de visitar la capital, van visitar les poblacions de Tawilla i Kabkabiya.
Segons el United States Holocaust Memorial Museum, en una nota del 16 de març del 2011, l'atenció internacional sobre el que passa al Sudan del Sud, el Darfur ha vist com s'incrementaven els atacs contra els civils per part dels rebels i el govern del Sudan. Afirmen que el passat desembre es van destruir vuit pobles al Sudan Septentrional que van provocar desenes de milers d'exiliats.

## Economia
- Agricultura: els principals cultius són el mill, els cacauets i el sorgo bicolor (durra(anglès))
- Ramaderia: Segons les estadístiques de la República del Sudan, al Shamal Darfur, el 2008, hi havia 1.354.980 caps de bestiar.[8]

## Educació
El wilayat disposa de 764 escoles d'educació bàsica i 73 escoles d'educació secundària.

## Personalitats notables
- Bahr Idriss Abu Garda (nascut l'1 de gener del 1963). Líder del United Resistance Front, un grup rebel que lluita contra el govern sudanès al Darfur. És el comandant del Justice and Equality Movement.
- Khalil Ibrahim. Líder del grup rebel del Darfur del grup ètnic zaghawa, Justice and Equality Movement (JEM).
- Osman Kebir. Governador del Darfur Septentrional. El 2004 fou acusat per moltes organitzacions internacionals i observadors del Conflicte del Darfur.[9]
- Minni Minnawi (nascut el 1968 a Furawiyya) és el líder del que una vegada va ser la facció més gran del Moviment d'Alliberació del Sudan.

## Governadors
- 1994 - 1997 al-Tijani Hassan al-Amin
- 1997 - 2000 Abd as-Sayyar Ali Safar
- 2000 - 2002 Abdullah Safi-al-Nur
- 2002 - 2003 Ibrahim Sulayman
- 2003 - Osman Mohammed Yusuf Kebir